# Dolany (ort i Tjeckien, Mellersta Böhmen, lat 50,12, long 14,15)
Dolany är en ort i Tjeckien.   Den ligger i regionen Mellersta Böhmen, i den centrala delen av landet, 20 km väster om huvudstaden Prag. Dolany ligger 365 meter över havet och antalet invånare är 180.
Terrängen runt Dolany är platt. Runt Dolany är det ganska tätbefolkat, med 108 invånare per kvadratkilometer. Närmaste större samhälle är Prag, 19,5 km öster om Dolany. Trakten runt Dolany består till största delen av jordbruksmark.